# Mario Sammarco
Mario Sammarco (all'anagrafe Giuseppe Mario Sammarco; Palermo, 13 dicembre 1868 – Milano, 24 gennaio 1930) è stato un baritono italiano, noto per la sua abilità scenica.

## Biografia
Studiò a Palermo con Antonio Cantelli. Fece il suo debutto operistico a Palermo nel 1888, nella parte di Valentino nel Faust. Successivamente cantò al Teatro alla Scala di Milano, a Buenos Aires e a Londra; nel 1906 fu il primo interprete del ruolo di Alec nell'opera Tess di Frédéric Alfred d'Erlanger (Napoli, Teatro di San Carlo). Tra il 1904 e il 1919 apparve ad intermittenza in 26 differenti ruoli, al Royal Opera House Covent Garden.
A New York venne scritturato da Oscar Hammerstein I per la Manhattan Opera Company come sostituto del cantante-attore francese Maurice Renaud. Cantò con la compagnia del Manhattan nel 1908-1910, divenendo il suo principale baritono italiano, ma non fu mai "promosso" al grande rivale Metropolitan Opera.
Sammarco successivamente lavorò per le compagnie di Chicago e Philadelphia. La sua carriera qui proseguì senza problemi fino al 1913, quando durante una produzione di Tosca a Chicago, si scontrò con la disapprovazione di Mary Garden. Il soprano richiese che egli fosse sostituito; ma quando Sammarco fece i nomi di alcuni suoi ex illustri partner di Tosca (e senza lamentarsi), in particolare Emmy Destinn, le rappresentazioni continuarono.
La sua ultima apparizione fu al Teatro di San Carlo a Napoli nel 1919.
Oltre a Scarpia (il suo ruolo di debutto al Covent Garden), era un famoso Rigoletto, Marcello, Germont, Renato, Enrico e Amleto, cantando a fianco di alcuni dei migliori cantanti del suo tempo. Non fu uno specialista del bel canto, ma diede il suo meglio in accese opere veriste, creando i ruoli di Gerard in Andrea Chénier di Umberto Giordano nel 1896 e di Cascart nella Zazà di Ruggero Leoncavallo nel 1900.
Sammarco fu attivo in un'epoca affollata di baritoni italiani di eccezionale abilità. Fu un risultato non da poco per lui ritagliarsi una carriera internazionale con buoni guadagni, di fronte alla forte concorrenza di artisti come Mattia Battistini, Antonio Magini Coletti, Giuseppe Campanari, Mario Ancona, Giuseppe Pacini, Antonio Scotti, Eugenio Giraldoni, Riccardo Stracciari, Titta Ruffo, Domenico Viglione Borghese, Pasquale Amato e Carlo Galeffi.

## Incisioni
Sammarco possedeva una voce forte con un potente registro acuto, ma di tutti i cantanti celebri conservati nelle prime registrazioni, quelle di Sammarco sono considerate le più deludenti. Delude la qualità tecnica del suo canto e il timbro della sua voce può suonare rozzo; nel migliore dei casi è semplicemente tedioso; sul disco, secondo Scott e Steane, ha una singolare incapacità di cantare meno che mezzo forte e non ha il concetto del legato. Fa molto più effetto quando interpreta brani declamati in opere veriste, tra cui una vecchia incisione (famosa o famigerata) con il soprano Emma Carelli dalla Tosca, completo di risate fragorose; anche in questi ruoli "specialistici", il suo canto è grezzo e privo di fantasia. Molti degli innumerevoli dischi a 78 giri che ha inciso prima della prima guerra mondiale per le etichette Fonotipia, Victor e Pathé (e per il precursore di HMV) sono ora disponibili su nuove edizioni di CD di varie etichette.

## Repertorio
| Ruolo             | Titolo               | Autore      |
| ----------------- | -------------------- | ----------- |
| Enrico Ashton     | Lucia di Lammermoor  | Donizetti   |
| Alec              | Tess                 | d'Erlanger  |
| Carlo Worms       | Germania             | Franchetti  |
| Carlo Gérard      | Andrea Chénier       | Giordano    |
| Valentino         | Faust                | Gounod      |
| Cascart           | Zazà                 | Leoncavallo |
| Nicolò d'Este     | Parisina             | Mascagni    |
| Conte di Nevers   | Gli ugonotti         | Meyerbeer   |
| Marcello          | La bohème            | Puccini     |
| Barone Scarpia    | Tosca                | Puccini     |
| Amleto            | Amleto               | Thomas      |
| Don Carlo         | Ernani               | Verdi       |
| Rigoletto         | Rigoletto            | Verdi       |
| Conte di Luna     | Il trovatore         | Verdi       |
| Giorgio Germont   | La traviata          | Verdi       |
| Renato            | Un ballo in maschera | Verdi       |
| Jago              | Otello               | Verdi       |
| Sir John Falstaff | Falstaff             | Verdi       |